# Lamelligomphus chaoi
Lamelligomphus chaoi – gatunek ważki z rodziny gadziogłówkowatych (Gomphidae).